# أبوروميتز (باد كاليه)
أوبروميتز (بالفرنسية: Aubrometz)‏ هي بلدية فرنسية تقع في إقليم باد كاليه من منطقة نور با دو كاليه في شمال فرنسا. تبلغ مساحة هذه المدينة 2.72 (كم²)، وترتفع عن سطح البحر 50 م، يبلغ عدد سكانها 141 نسمة حسب إحصاء المعهد الوطني للإحصاء والدراسات الاقتصادية سنة 2009 م. وترأس Françis Faye البلدية خلال فترة (2008-2014).